# Syllitus grammicus
Syllitus grammicus är en skalbaggsart som först beskrevs av Newman 1840.  Syllitus grammicus ingår i släktet Syllitus och familjen långhorningar. Inga underarter finns listade i Catalogue of Life.